# Territorialprälatur Tromsø
Die Prälatur Tromsø (lateinisch Praelatura Territorialis Tromsoeana, norwegisch Tromsø stift) ist eine katholische Territorialprälatur mit Sitz in Tromsø. Sie wird von einem Bischof geleitet, hat aber nicht den Status einer Diözese. Da der Begriff Prälatur in Norwegen unbekannt ist, wird dort die Bezeichnung Stift verwendet. In der Praxis funktioniert sie aber wie eine Diözese. Damit wäre sie auch die nördlichste der Welt. Sie umfasst Nordnorwegen (Nordland, Troms und Finnmark) mit einer Fläche von knapp 175.000 Quadratkilometern (Spitzbergen und Nordkap inklusive), ist aber gleichzeitig lediglich für etwa sechstausend Katholiken zuständig.

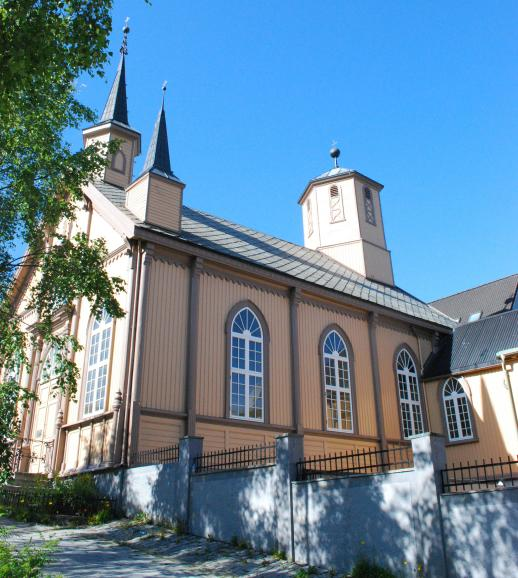
Kathedrale Unsere Liebe Frau in Tromsø

## Geschichte
Nachdem die katholische Kirche in Norwegen 1843 wiedererrichtet worden war, war sie zunächst ein Teil des Apostolischen Vikariats Schweden. 1855 wurde das Gebiet Nordnorwegen ein Teil der Apostolischen Präfektur für das Nordpolgebiet (siehe Nordpolmission) mit Sitz in Alta. 1869 wurde Nordnorwegen aus der aufgelösten Nordpolmission in die neue Präfektur Norwegen eingegliedert, die 1892 zum Apostolischen Vikariat erhoben wurde. 1931 wurde mit dem Breve Paterna caritas durch Pius XI. das Apostolische Vikariat Norwegen in drei Gebiete aufgeteilt, und Nordnorwegen wurde so zum Missionsdistrikt. Am 10. März 1944 wurde dieser mit der Bulle Maioris dignitatis durch Pius XII. zur  Apostolischen Präfektur erhoben, am 18. Februar 1955 mit der Bulle Quoniam arcana zum Vikariat und am 28. März 1979 mit der Bulle Qui volente durch Johannes Paul II. schließlich zur Territorialprälatur.

## Heutige Situation
Es gibt sieben Pfarrgemeinden, elf Kirchen sowie elf Priester.
Von den Geistlichen, die die Gläubigen dieser Diaspora betreuen, ist nur einer einheimisch. Die übrigen stammen aus dem Bistum Passau und aus Polen.
Die Gemeinden der Diözese wachsen ständig, wenn auch auf einem niedrigen Niveau. Dieses ist sowohl auf die Zuzüge und das Wachstum der einheimischen Bevölkerung als auch auf die größtenteils afrikanischen Flüchtlinge, die in Nordnorwegen eine neue Heimat gefunden haben, zurückzuführen.
Durch die Hilfe der Förderer des Diasporahilfswerkes, die sich allein im Jahre 2004 auf 170.000 € an Spendengeldern und Mitgliedsbeiträgen belief, können Projekte wie beispielsweise der Bau einer katholischen Grundschule in Bodø angegangen werden.
Die Kathedrale Unsere Liebe Frau ist die nördlichste der katholischen Kirche.

## Pfarreien
Die Prälatur umfasst Pfarreien in Tromsø, Bodø, Hammerfest (nördlichste römisch-katholische Pfarrei der Welt), Harstad, Mosjøen, Narvik und Storfjord.

## Oberhirten

### Superiore von Nordnorwegen
- Henrik Irgens (Apostolischer Administrator 1931–1932)
- Johannes Starke MSF (1932–1939)
- Johann Wember MSF (1939–1944)

### Apostolischer Präfekt von Nordnorwegen
- Johann Wember MSF (1944–1955)

### Apostolische Vikare von Nordnorwegen
- Johann Wember MSF (1955–1976)
- Johannes Baptist Przyklenk MSF (1976–1977)
- Walter Huijbregts MSF (Provikar 1977)
- Gerhard Goebel MSF (Apostolischer Administrator 1977–1979)

### Prälaten von Tromsø
- Gerhard Goebel MSF (1979–2006)
- Berislav Grgić (2009–2023)